# Gruppo Rubanu

## Storia
Il Gruppo Rubanu è uno dei gruppi di canto a tenore di Orgosolo, era stato creato nel 1966 da Nicolò Giuseppe Rubanu, assieme a Egidio Muscau, Michele Vedele, Antonio Buffa e Sebastiano Piras.
Il gruppo Rubanu ha introdotto i testi politici nel canto a tenore; infatti dopo la Rivolta di Pratobello il loro impegno politico divenne una priorità, a questo contribuì anche il loro incontro con gli Inti Illimani.
Molti brani originali, con testi di Nicolò Rubanu, fra cui Pratobello, un brano scritto nel 1969 a seguito della omonima rivolta, Poveru dai cannu ses naschidu, S'atitu, ecc. parlano di tematiche sociali.
Nel loro repertorio inoltre compaiono alcune poesie di Peppino Mereu (fra cui Nanneddu e Deo no isco sos carabineris), musicate da loro, che hanno una forte connotazione di impegno politico.
Nel 1974, Nicolò Rubanu musicò il testo della poesia di Mereu A Nanni Sulis e il gruppo la eseguì per la prima volta al Teatro Eliseo di Nuoro, in occasione di una esibizione insieme agli Inti-Illimani, lo stesso anno il gruppo la pubblicò nel loro album Su lamentu e su pastore.
È stata la prima formazione di canto a tenore ad incontrare il jazz nell'album sperimentale The New Village on the Left con Marcello Melis, Enrico Rava, Roswell Rudd, Don Moye .

## Componenti del gruppo
- Egidio Muscau - Vohe
- Michele Vedele - Vohe
- Antonio Buffa - Mesu Vohe
- Nicolò Giuseppe Rubanu - Bassu
- Sebastiano Piras - Hontra

## Discografia
- 1975, Su lamentu de su pastore, AEDO CD 769 (rieditato nel 2004, Frorias)
- 1976, The New Village on the Left, in collaborazione con Marcello Melis (Quartet), con Enrico Rava, Roswell Rudd, Don Moye
- 1982, S'attitu, LP-VOL. II- AEDO LPK 3370.